# Whakamoke
Genre
Whakamoke est un genre d'araignées aranéomorphes de la famille des Malkaridae.

## Distribution
Les espèces de ce genre sont endémiques de Nouvelle-Zélande.

## Liste des espèces
Selon World Spider Catalog (version 21.0, 15/05/2020) :
- Whakamoke guacamole Hormiga & Scharff, 2020
- Whakamoke heru Hormiga & Scharff, 2020
- Whakamoke hunahuna Hormiga & Scharff, 2020
- Whakamoke orongorongo Hormiga & Scharff, 2020
- Whakamoke paoka Hormiga & Scharff, 2020
- Whakamoke rakiura Hormiga & Scharff, 2020
- Whakamoke tarakina Hormiga & Scharff, 2020

## Publication originale
- Hormiga & Scharff, 2020 : The malkarid spiders of New Zealand (Araneae: Malkaridae). Invertebrate Systematics, vol. 34, no 4, p. 345-405.